# Tineola anaphecola
Tineola anaphecola är en fjärilsart som beskrevs av László Anthony Gozmány. Tineola anaphecola ingår i släktet Tineola och familjen äkta malar. Inga underarter finns listade i Catalogue of Life.